# Festival de télévision de Monte-Carlo 2003
 (novembre 2016).
Le Festival de télévision de Monte-Carlo 2003, 43e édition du festival, s'est déroulé du 30 au 5 juillet 2003.

## Palmarès

### Programme long fiction
- Meilleur programme long de fiction : Out of Control  Royaume-Uni
- Meilleure mise en scène : Kristina Deak pour Jadviga's Pillow  Hongrie
- Meilleur scénario : Pierre Colin-Thibert et Jean-Claude Isler pour Une Ferrari pour deux  France
- Meilleur acteur : Götz George dans The Lawyer and his Guest  Allemagne
- Meilleure actrice : Marthe Villalonga dans Nés de la mère du monde  France

### Actualités
- Meilleurs documentaires
  - Hugo Chavez - Inside the Coup, ZDF  Allemagne
  - Back to Bagdad  Danemark
- Meilleurs reportages du journal télévisé
  - Guinea Refugees : Sex for Food, CNN  Royaume-Uni
  - Iraq War, BBC One  Royaume-Uni
- Meilleur reportage en direct : Iraq War, BBC One  Royaume-Uni

### Mini-Séries
- Meilleure mini-série : White Teeth  Royaume-Uni
- Meilleure actrice : Naomie Harris dans White Teeth  Royaume-Uni
- Meilleur acteur : Thomas Sangster dans Daddy (Entrusted)  France et  Allemagne
- Meilleure scénario : Dan Franck pour  Jean Moulin  France
- Meilleure mise en scène : Beeban Kidron pour Murder  Royaume-Uni

### Séries TV - comédie
- Meilleur producteur international : Larry David, Jeff Garlin, Robert B. Weide, Tim Gibbons pour Curb your Enthusiasm
- Meilleure actrice : Marina Orsini
- Meilleur acteur : Larry David
- Meilleurs producteurs européens : Mark Bussel, Justin Sbresni pour Barbara

### Série TV - dramatique
- Meilleurs producteurs internationaux : Brian Grazer, Tony Krantz, Howard Gordon, Robert Cochran, Joel Surnow, Sirius Yavneh pour 24 Heures chrono  États-Unis
- Meilleure actrice : Allison Janney
- Meilleur acteur : Kiefer Sutherland dans 24 Heures chrono  États-Unis
- Meilleur producteur européen : Marc Conrad, Friedrich Wildfeuer pour Abschnitt 40

### 4eprix du producteur de télévision européen
- Sally Head Production  Royaume-Uni

### Formats
- Prix du format international de l'année : Big Brother  Pays-Bas
- Mention spéciale : Who Wants to Be a Millionaire ?  Royaume-Uni
- Grand prix du format : The Price is Right

### Prix Spéciaux
- Prix spécial Prince Rainier III : Black Sea - Troubled Waters  Suède
- Prix URTI - grand prix international du documentaire d'auteur
  - Trophée d'ARMAN : La Leçon de tolérance  Belgique
  - Médaille d'argent : S21, La Machine de mort kmère rouge
  - Médaille de bronze : Et les arbres poussent en Kabylie  France
  - Mention spéciale : L'Odyssée de l'espèce  France

- Prix AMADE-UNESCO
  - Fiction : A Brother for Life  Japon
  - Actualité : Pour une Poignée de Roupies  France

- Prix du Comité international de la Croix-Rouge : Correspondent : Kenya : White Terror  Royaume-Uni
- Prix SIGNIS
  - Fiction : Out of Control  Royaume-Uni
  - Actualité : Les Petits Soldats de l'armée russe  France

- Prix de la Croix-Rouge monégasque : Pour une Poignée de Roupies  France